# Manuel Sánchez Ocaña
Manuel Sánchez Ocaña fue un político español.

## Reseña biográfica
Intendente de Zaragoza.
Jefe político interino.
Del 9 de junio de 1843 al 26 de junio de 1843 fue presidente de la Diputación Provincial de Zaragoza.
Senador por la provincia de Ávila en 1872.
| Predecesor: Mariano Casalbón | Presidente de la Diputación Provincial de Zaragoza 09 de junio de 1843 - 26 de junio de 1843 | Sucesor: Cirilo Franquet |